# Heterochroma exundata
Heterochroma exundata är en fjärilsart som beskrevs av William Schaus 1911. Heterochroma exundata ingår i släktet Heterochroma och familjen nattflyn. Inga underarter finns listade i Catalogue of Life.